# Патани, Диша
Диша Патани (хинди दिशा पटानी, англ. Disha Patani; 13 июня 1992, Барели, Уттар-Прадеш, Индия) — индийская актриса и фотомодель.

## Биография
Диша родилась в городе Барели, в штате Уттар-Прадеш, её отец до сих пор живёт там.
До начала карьеры актрисы, она успела стать фотомоделью и участвовать в некоторых рекламных роликах, а также заняла второе место на конкурсе «Femina Miss Diva».
В 2015 году состоялся её дебют в фильме Loafer на телугу. Несмотря на незнание языка, она получила позитивную оценку критиков за её актёрскую игру. Фильм провалился в прокате.
Через год состоялся её дебют в Болливуде в фильме M. S. Dhoni: The Untold Story, где она сыграла бывшую возлюбленную главного героя, фильм добился коммерческого успеха и получил положительную оценку критиков, а актриса завоевала несколько наград за лучший дебют в том числе Screen Award и Stardust Award.
В 2017 году состоялся её дебют международный в фильме «Доспехи бога: В поисках сокровищ» с Джеки Чаном в главной роли. Её героиня Ашмита — юный профессор института Национального музея, которая помогает главному герою найти сокровища. Также она принимала участие в промо-кампании фильма в Индии, сам фильм имел коммерческий успех.
В 2018 году вышел фильм «Бунтарь 2», в котором она сыграла первую полноценную роль в Болливуде и где её партнёром стал Тайгер Шрофф. Несмотря на негативные отзывы критиков, фильм имел успех в прокате.
Сейчас Диша готовится к съёмкам тамильского фильма Sangamithra, в котором она заменит Шрути Хасан. Фильм станет для неё дебютом в Колливуде.

## Личная жизнь

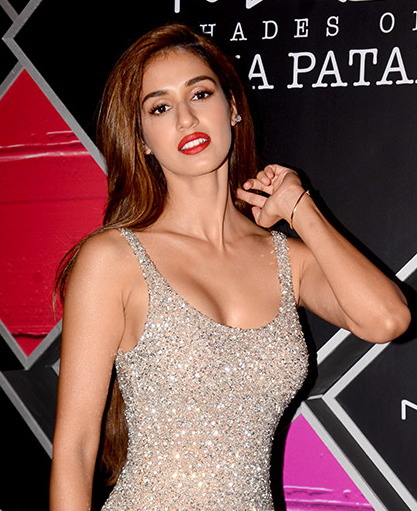
Диша Патани в 2019 году

Встречается с актёром Тайгером Шроффом.

## Фильмография
| Год  |   | Русское название                 | Оригинальное название       | Роль         |
| ---- | - | -------------------------------- | --------------------------- | ------------ |
| 2015 | ф |                                  | Loafer (тел.)               | Моуни        |
| 2016 | ф |                                  | M.S.Dhoni: The untold Story | Приянка Джха |
| 2017 | ф | Доспехи бога: В поисках сокровищ | Kung Fu Yoga                | Ашмита       |
| 2018 | ф | Бунтарь 2                        | Baaghi 2                    | Неха         |
| 2019 | ф |                                  | Bharat                      | Радха        |
| 2020 | ф |                                  | KTina                       |              |
| 2020 | ф | Бродяга                          | Malang                      |              |
| 2021 | ф |                                  | Radhe                       |              |